# 반파시스트 인민자유연맹
반파시스트 인민자유연맹(버마어: ဖက်ဆစ်ဆန့်ကျင်ရေး ပြည်သူ့လွတ်လပ်ရေး အဖွဲ့ချုပ်, 영어: Anti Fascist People`s Freedom League, 약칭 AFPFL)은 1945년부터 1958년까지 활동했던 미얀마의 옛 정당이다. 1944년 8월 일본의 버마 점령 및 식민 통치에 대항하기 위해 결성되었으며, 아웅산과 30명의 동지가 중심이 되었다.
1947년 4월 선거에서 승리했지만 회의 중 각료들과 함께 암살당한 아웅산의 뒤를 이어 우 누가 미얀마의 초대 총리로 취임하였다. 이후 AFPFL은 1956년 선거에서 승리했지만, 아웅산의 형 아웅딴이 이끄는 민족동맹전선(NUF)이 37%의 득표를 하고 하원의원 48석을 차지하면서 결과는 충격으로 다가왔다. 결국 AFPFL은 1958년 7월 해산하였다.